# Kis fáraóhangya

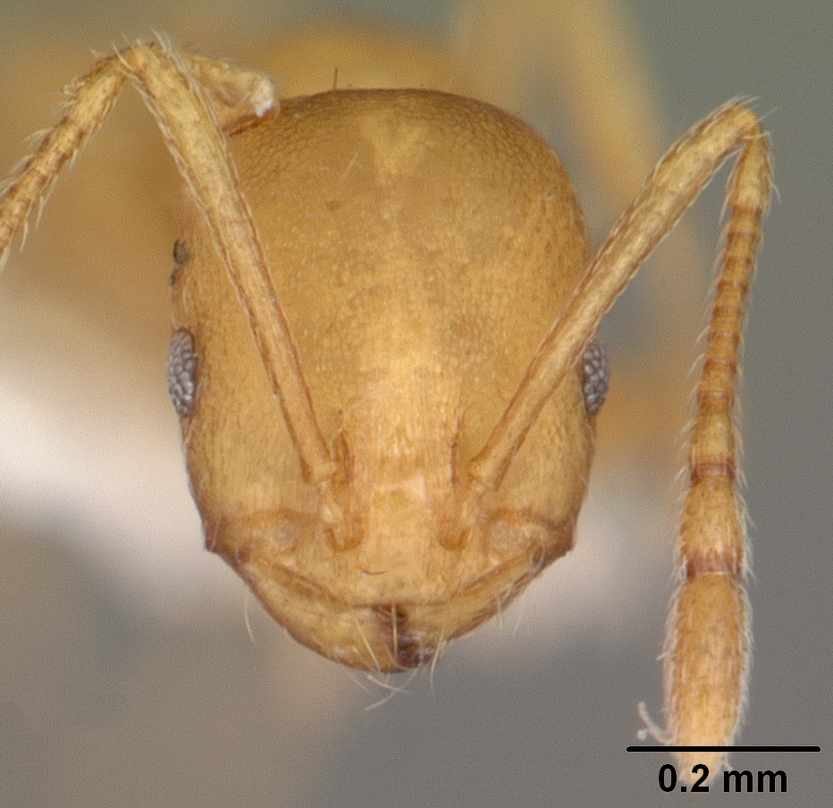
Feje elölnézetben

A  kis fáraóhangya (Monomorium pharaonis) a bütyköshangyaformák (Myrmicinae) alcsaládba sorolt tűzhangyarokonúak (Solenopsidini) nemzetsége egyik legismertebb faja. Tudományos nevét („pharaonis”) azért kapta, mert a fajt leíró Linné Egyiptomból ismerte.

## Származása, elterjedése
Linné nyomán sokáig úgy vélték, hogy a Mediterráneum ból származik — mindenesetre onnan terjedt el. Újabb kutatások szerint eredeti élőhelye valószínűleg Indiában lehetett. A 20. század első felében a világ számos pontjára behurcolták. Ezeken a helyeken megtelepedett, és inváziós fajként mára kozmopolitává vált. Az 1910-es években tűnt fel Észak-Amerikában, az 1920-as–30-as évek fordulóján Nyugat-Európa több nagyvárosába (Lyon, Párizs, London, Amszterdam, Koppenhága, Berlin, Aachen stb. Ez idő tájt jutott el Tobolszkba is — Brehm).
Egyes vizsgálatok szerint a Kárpát-medencében már a 16. században megjelent.

## Megjelenése, felépítése
A sárgás színű dolgozó hossza kb. 2 mm. A barnássárga királynők hossza 3,5–5 mm, fejük a testüknél sötétebb. A feketésbarna hím szárnya kb. 3 mm hosszú (Hangyairtás).

## Életmódja, élőhelye
Élettartam:
- királynő — 9 hónap,
- dolgozó — 2 hónap,
- hím — 3 hét.

Többkirálynős (poligín) bolyait előszeretettel rendezi be emberi környezetben (épületek falában, csempék mögött, fűtő- és melegvíz-vezetékek közelében). Egy-egy királynő mintegy 300 petét rak (Hangyairtás). Egy-egy bolyban akár több száz királynő is lehet.
Eredeti élőhelyéről szétterjedve a természeti környezetben nem képes megélni,a teljesen az emberi környezethez kötött. Ennek fő oka az, hogy a téli fagyokat nem bírnák; a mérsékelt égöv hidegebb részein csak fűtött helyeken telelnek át.

## Gazdasági jelentősége
Mindenevő. Csaknem minden emberi táplálékot megeszik, így hódító útján először rendszerint az élelmiszerraktárakban telepedett meg. Ezekben, valamint lakásokban is nagy károkat okoz (Brehm).